# 2017年の鉄道
2017年の鉄道（2017ねんのてつどう）とは、2017年（平成29年）に起こった鉄道関係の出来事をまとめたページである。
2016年の鉄道 - 2017年の鉄道 - 2018年の鉄道

## 出来事の一覧

### 1月
- 1月1日
  -  ニューヨーク市交通局
    - （開通） IND2番街線（63丁目駅－96丁目駅）[1]
- 1月2日
  -  九州旅客鉄道
    - （路線切り替え・駅高架化） 折尾駅（鹿児島本線）[2]
- 1月5日
  -  台湾高速鉄路公司
    - （周年） 台湾高速鉄道（板橋駅 - 左営駅）10周年
- 1月6日
  -  福州地下鉄[3]
    - （延伸開業） 1号線 上藤駅 - 象峰駅
- 1月12日
  -  鄭州地下鉄[4]
    - （延伸開業） 1号線 河南工業大学駅 - 西流湖駅、市体育中心駅 - 文苑北路駅
    - （延伸開業） 2号線南延線（城郊線） 南四環駅 - 新鄭機場駅
- 1月18日
  -  南京地下鉄[要出典]
    - （新規開業） 4号線：龍江駅 - 仙林湖駅
- 1月21日
  -  KORAIL[要出典]
    - （延伸開業） 首都圏電鉄中央線：龍門駅 - 砥平駅
- 1月26日
  -  ハルビン地下鉄[要出典]
    - （新規開業） 3号線 城郷路駅 - 医大二院駅
- 1月29日
  -  西日本旅客鉄道
    - （運行終了） みすゞ潮彩[5]

### 2月
- 2月1日
  -  西日本鉄道
    - （駅ナンバリング導入） 全線全駅、大手私鉄は全線全駅導入完了[6]。
- 2月2日
  -  桃園捷運公司[7]
    - （仮開業） 桃園機場捷運（桃園空港連絡鉄道） 台北車站駅 - 環北駅 : 51.03 km[8][9][10]
    - （新駅開業） 台北車站駅、新北産業園区駅、長庚医院駅、山鼻駅、環北駅（団体向けのプレ開業につき、左記の5駅に高鉄桃園駅を加えた6駅のみが開放される）
- 2月10日
  -  台北捷運公司
    - （相互利用開始） 全駅で愛金卡(icash2.0)を導入。
- 2月16日
  -  桃園捷運公司[7]
    - （仮開業） 新荘副都心駅、泰山駅、泰山貴和駅、体育大学駅、林口駅、坑口駅、機場第一航廈駅、機場第二航廈駅、機場旅館駅、大園駅、横山駅、領航駅、桃園体育園区駅、興南駅

### 3月
- 3月2日
  -  桃園捷運公司[7]
    - （正式開業） 桃園機場捷運 台北車站駅 - 環北駅
    - （交通系IC導入） 機場線全駅で悠遊卡、一卡通、有銭卡を導入。
- 3月4日
  -  北海道旅客鉄道[11]
    - （駅廃止） 稲士別駅（根室本線）
    - （駅廃止） 五十石駅（釧網本線）
    - （駅廃止） 東山駅、姫川駅、桂川駅、蕨岱駅（函館本線）
    - （駅廃止・信号場化） 北豊津信号場←北豊津駅（函館本線）
    - （駅廃止・信号場化） 美々信号場←美々駅（千歳線）
    - （駅廃止・信号場化） 島ノ下信号場←島ノ下駅、上厚内信号場←上厚内駅（根室本線）
    - （制度変更） 宗谷本線・石北本線の特急列車再編に伴い、札幌駅 - 旭川駅 - 稚内駅／網走間の停車駅相互間で、特急列車同士を、旭川駅で出場せず乗り継ぐ場合に限り、特急券等を通し料金で計算とする特例を設定[11]。

  -  西日本旅客鉄道
    - （延伸開業） 可部線 可部駅 - あき亀山駅（事実上2003年の廃線区間の復活）（広島市内駅に追加）[12][13][14]
    - （新駅開業） 河戸帆待川駅、あき亀山駅（可部線）[12][14][15]
    - （新駅開業） 寺家駅（山陽本線 西条駅 - 八本松駅間）[14][15][16]

  -  九州旅客鉄道
    - （制度変更） 指定席特急券の閑散期を廃止し、通年定額となる[17]。
- 3月25日
  -  三陸鉄道
    - （新駅開業） 十府ヶ浦海岸駅（北リアス線 陸中野田駅 - 野田玉川駅間）[18]

  -  福井鉄道
    - （駅ナンバリング導入） 福武線全駅

  -  えちぜん鉄道
    - （駅ナンバリング導入） 全線全駅
    - （駅名改称） 太郎丸エンゼルランド駅 ← 太郎丸駅、西春江ハートピア駅 ← 西春江駅、西長田ゆりの里駅 ← 西長田駅、下兵庫こうふく駅 ← 下兵庫駅（三国芦原線）[19]
- 3月31日
  -  JR各社
    - （周年） 国鉄終焉30周年。

  -  スルッとKANSAI
    - （販売終了） スルッとKANSAI（SFカード）販売終了。利用は2018年1月31日まで[20]。

### 4月
- 4月1日
  -  JR各社
    - （周年） JR各社発足30周年。

  -  大阪市交通局
    - （運賃改定） 大阪市営地下鉄（2区のみ240円→230円に値下げ）[21]

  -  東日本旅客鉄道
    - （Suica導入） 篠ノ井線・南松本駅 - 広丘駅、中央本線・みどり湖駅、青柳駅、すずらんの里駅、信濃境駅、日野春駅 - 新府駅。これに伴い既にSuicaを導入している駅も合わせて韮崎駅 - 松本駅間の全駅でフルサービス化。また信越本線・宮内駅もフルサービス化[22][注 1]。
    - （新駅開業） 八幡大橋（東陵高校）駅（大船渡線 鹿折唐桑駅 - 長部駅間）[23]
    - （新駅開業） 郡山富田駅（磐越西線 郡山駅 - 喜久田駅間）[15]

  -  日本貨物鉄道
    - （第二種鉄道事業廃止） 城端線 高岡駅 - 二塚駅 (3.3 km)[24]

  -  東武鉄道
    - （駅名改称） 獨協大学前<草加松原>駅 ← 松原団地駅（伊勢崎線）[25][26]

  -  秩父鉄道
    - （新駅開業） ソシオ流通センター駅（秩父本線 持田駅 - 熊谷駅間）[27]

  -  近畿日本鉄道
    - （第三種鉄道事業譲渡） 伊賀線 伊賀上野駅 - 伊賀神戸駅 (16.6 km) （伊賀市に譲渡）[28]

  -  伊賀市
    - （第三種鉄道事業譲受） 伊賀線 伊賀上野駅 - 伊賀神戸駅 (16.6 km) （近畿日本鉄道から譲受）[28]

  -  岡山電気軌道
    - （駅名改称） 東山・おかでんミュージアム駅停留場 ← 東山停留場（東山本線）[29]
- 4月3日
  -  バンコク・スカイトレインスクンビット線（英語版）[30]
    - （新規開業） ベーリング駅 - サムロン駅
    - （新駅開業） サムロン駅
- 4月15日
  -  西日本旅客鉄道・IRいしかわ鉄道・あいの風とやま鉄道
    - （ICOCA導入） 北陸本線・IRいしかわ鉄道線・あいの風とやま鉄道線 大聖寺駅 - 金沢駅 - 倶利伽羅駅（石川・富山県境をまたいだ利用が可能になる）[31][32]
    - （ICOCA導入） 城端線 高岡駅 - 新高岡駅[31][32]

  -  蘇州軌道交通[要出典]
    - （新規開業） 4号線 龍道浜駅 - 同里駅、紅荘駅 - 木里駅
- 4月20日
  -  釜山交通公社[33]
    - （延伸開業） 釜山都市鉄道1号線多大浦海水浴場駅 - 新平駅：7.9 km
    - （新駅開業） 多大浦海水浴場駅、多大浦港駅、ナッケ駅、新長林駅、長林駅、トンメ駅
- 4月27日
  -  東日本旅客鉄道
    - （新駅開業） まちなか陸前高田駅（大船渡線 陸前高田駅 - 高田高校前駅間）[34]

### 5月
- 5月1日
  - 東日本旅客鉄道
    - （新型車両） クルーズトレイン（豪華列車）「TRAIN SUITE 四季島」運行開始[35]。

  - 京浜急行電鉄
    - （指定席化） 「京急ウィング号」と「モーニング・ウィング号」が座席指定化[36]。

  -  釜山交通公社
    - （料金改定） 交通カード基準で初乗り1200ウォンから1300ウォンに[37]。
- 5月31日
  - 西武鉄道
    - （路線廃止） 安比奈線 南大塚駅 - 安比奈駅（3.2 km）[38][注 2]
    - （駅廃止） 安比奈駅（安比奈線）

  -  ソウルメトロとソウル特別市都市鉄道公社
    - （経営統合）  新会社「ソウル交通公社（Seoul Metro）」として発足[39][40][41]。

### 6月
- 6月2日
  -  成都軌道交通[要出典]
    - （延伸開業） 4号線 非遺博覧園駅 - 万盛駅、万年場駅 - 西河駅
- 6月6日
  -  トレニタリア
    - （新駅開業） ローマ-ナポリ高速線 ナポリ・アフラゴーラ駅
- 6月7日
  -  大連地下鉄[要出典]
    - （延伸開業） 1号線 会展中心駅 - 河口駅
    - （延伸開業） 2号線 会議中心駅 - 海之韻駅
- 6月17日
  - 西日本旅客鉄道
    - （新型車両） クルーズトレイン（豪華列車）「TWILIGHT EXPRESS 瑞風」運行開始[42]
- 6月26日
  -  石家荘地下鉄[43]
    - （新規開業） 1号線 西王駅 - 洨河大道駅
    - （新規開業） 3号線 西二中駅 - 石家荘駅駅
- 6月30日
  - 高雄捷運公司[44]
    - （延伸開業） 環状軽軌第1段階 高雄展覧館駅 - 駁二大義駅[45][46]
    - （新駅開業） 旅運中心駅、真愛碼頭駅、光栄碼頭駅、駁二大義駅

  -  長春軌道交通[要出典]
- （新規開業） 1号線 北環駅 - 紅咀子駅[要出典]

### 7月
- 7月2日
  -  フランス国鉄
    - （新規開業） LGV南ヨーロッパ大西洋線（トゥール - ボルドー間）302 km[47]
    - （新規開業） LGVブルターニュ-ペイ・ド・ラ・ロワール線（ル・マン近郊 - レンヌ近郊）約182km[48]。
- 7月3日
  -  杭州地下鉄
    - （延伸開業） 2号線 銭江路駅 - 古翠路駅　11.8 km[49]
- 7月9日
  - 宝蘭旅客専用線
    - （新規開業） 宝鶏南駅 - 蘭州西駅[50]
- 7月13日
  - 信楽高原鐵道
    - （周年）信楽高原鐵道信楽線開業（西日本旅客鉄道転換）30周年。
- 7月15日
  - 仙台市交通局
    - （周年）仙台市地下鉄開業（日本の公営地下鉄においてはそれ以来新規開業都市はない）30周年。

  - 西日本旅客鉄道
    - （ICOCA導入） 紀勢本線 和歌山駅 - 和歌山市駅間で使用可能になる。
- 7月17日
  -  スンガイ・ブロー－カジャン線（中国語: 双溪毛糯－加影线）（クアラルンプール捷运1号线）
    - （延伸開業） 国家博物馆駅 - カジャン駅（加影駅）[51]。
- 7月21日
  - 東京急行電鉄・伊豆急行
    - （運行開始） 団体臨時列車「THE ROYAL EXPRESS」[52]
- 7月22日
  - 東武鉄道
    - （新駅開業） 東武ワールドスクウェア駅（鬼怒川線 小佐越駅 - 鬼怒川温泉駅間）[53]

### 8月
- 8月10日
  - 東武鉄道
    - （車両導入） SL「大樹」の運行を開始[54]
- 8月18日
  -  南昌地下鉄
    - （新規開業） 2号線 南路駅 - 地鉄大廈駅　19.63km[55]
- 8月29日
  -  昆明軌道交通
    - （新規開業） 3号線 東部汽車站駅 - 西山公園駅　23.35km[56]
    - （再開業） 6号線 機場中心駅 - 東部汽車站駅　25.6km[57]

### 9月
- 9月2日
  -  牛耳新設軽電鉄[58][59]
    - （新規開業） ソウル軽電鉄牛耳新設線 北漢山牛耳駅 - 新設洞駅　11.4 km
- 9月6日
  -  台湾鉄路管理局[60]
    - （新駅開業） 縦貫線北段 新富駅（富岡駅 - 北湖駅間）

  -  成都軌道交通[61]
    - （新規開業） 10号線 太平園駅 - 双流機場2航站楼駅　10.1 km
- 9月26日
  -  高雄捷運公司
    - （延伸開業） 環状軽軌第1段階 駁二大義駅 - 哈瑪星駅[45][46][62]
    - （新駅開業） 駁二大義駅、駁二蓬萊駅、哈瑪星駅

  -  台湾鉄路管理局
    - （信号場廃止） 舞鶴信号場（台東線）[63]
- 9月27日 - フランス、アルストムとドイツのシーメンスが鉄道事業を統合すると発表。新会社は鉄道車両シェアで世界2位のメーカーとなる[64]。
- 9月29日
  -  中国鉄路総公司[65]
    - （延伸開業） 蘭渝線 夏官営駅 - 岷県駅
- 9月30日
  - 東海旅客鉄道・西日本旅客鉄道
    - （交通系IC導入） 東海道新幹線・山陽新幹線（東京-博多間）で交通系10種ICで乗車するシステムスマートEXを導入、ただし新幹線はSFではなく、ネット予約でカード番号を登録して・クレジットカードで決済になる。従来のエクスプレス予約の会員でなくても利用でき、EX-ICと同様な利用方法になる。なお自由席でも予約操作が必要[66]。

  - 神奈川臨海鉄道
    - （路線廃止） 水江線 川崎貨物駅 - 水江町駅 (2.6 km)[24]
    - （駅廃止） 水江町駅（水江線）

### 10月
- 10月14日
  -  台湾糖業鉄道[67][68]
    - （再延伸開業） 八翁線 新営駅 - 中興駅 約1km
    - （再開業） 新営駅
- 10月22日
  - 西日本旅客鉄道
    - （高架化） 阪和線： 東岸和田駅周辺の上り線[69]
    - （営業キロ改訂） 阪和線： 高架化に伴い、東岸和田駅が0.1 km起点よりに移動。同様に駅間営業キロも改定[70]
- 10月30日
  - （開通） バクー・トビリシ・カルス鉄道[71]

### 11月
- 11月2日
  - 東日本旅客鉄道
    - （新駅開業） 気仙沼市立病院駅（気仙沼線 松岩駅 - 南気仙沼駅間）[72]
- 11月15日
  - 名古屋市交通局
    - （周年）名古屋市営地下鉄開業60周年。

### 12月
- 12月1日
  -  桃園捷運公司
    - （相互利用開始） 桃園捷運全駅で愛金卡(icash2.0)を導入[73]
- 12月6日
  -  中国鉄路総公司[74]
    - （延伸開業） 西成旅客専用線 江油駅 - 西安北駅

  -  南京地下鉄[75]
    - （新規開業） S3号線 南京南駅 - 高家沖駅

  -  成都軌道交通[76]
    - （新規開業） 7号線 崔家店駅 - 崔家店駅（環状）
- 12月8日
  - 日本イコモス国内委員会
    - （遺産認定）日本の20世紀遺産が選出された。鉄道関係では瀬戸大橋、青函トンネル、東海道新幹線、肥薩線の4つが選定された[77]。
- 12月10日
  -  青島地下鉄[78]
    - （新規開業） 2号線 芝泉路駅 - 李村公園駅
- 12月22日
  -  韓国鉄道公社[79]
    - （延伸開業） 京江線（原州-江陵） 西原州駅附近 - 江陵駅 120.2 km[80]
    - （新駅開業） 横城駅、屯内駅、平昌駅、珍富駅
- 12月26日
  -  中国鉄路総公司[81]
    - （延伸開業） 長株潭都市間鉄道 長沙駅 - 長沙西駅 22km

  -  武漢地下鉄[82][83][84]
    - （延伸開業） 1号線 径河駅 - 東呉大道駅
    - （新規開業） 8号線 金潭路駅 - 梨園駅
    - （新規開業） 21号線（陽邏線） 後湖大道駅 - 金台駅

  -  スカルノ・ハッタ空港連絡鉄道
    - （新規開業） スカルノ・ハッタ国際空港駅 - BNIシティ駅[85]
- 12月27日
  -  杭州地下鉄[86]
    - （延伸開業）2号線 古翠路駅 - 良渚駅

  -  合肥軌道交通[87]
    - （新規開業）2号線 三十埠駅 - 南崗駅
- 12月28日
  -  中国鉄路総公司[88][89][90]
    - （新規開業） 石済客運専用線 石家荘駅 - 済南西駅
    - （新規開業） 衢九線 衢州駅 - 九江駅
    - （新規開業） 淮蕭客運連絡線 淮北駅 - 蕭県北駅
    - （延伸開業） 莞恵都市間鉄道 常平東駅 - 道滘駅

  -  広州地下鉄[91]
    - （延伸開業） 4号線 金洲駅 - 南沙客運港駅
    - （新規開業） 9号線 飛鵞嶺駅 - 高増駅
    - （新規開業） 13号線 魚珠駅 - 新沙駅
    - （新規開業） 14号線知識城支線 新和駅 - 鎮竜駅

  -  南寧軌道交通[92]
    - （新規開業） 2号線 玉洞駅 - 西津駅　21km

  -  重慶軌道交通[93]
    - （新規開業） 5号線 園博中心駅 - 大竜山駅
    - （新規開業） 10号線 鯉魚池駅 - 王家荘駅

  -  貴陽軌道交通[94]
    - （新規開業） 1号線 下麦西駅 - 貴陽北駅
- 12月30日
  - 東京地下鉄
    - （周年）日本の地下鉄開業90周年。

  - 小田急電鉄
    - （周年）開業90周年。

  -  北京地下鉄[95][96][97]
    - （延伸開業）房山線 蘇荘駅 - 閻村東駅
    - （新規開業）燕房線 閻村東駅 - 燕山駅
    - （新規開業）S1号線 石廠駅 - 金安橋駅
    - （新規開業）西郊線 香山駅 - 巴溝駅

  -  上海軌道交通[98][99][100]
    - （延伸開業）9号線 楊高中路駅 - 曹路駅
    - （新規開業）17号線 虹橋駅駅 - 東方緑舟駅

  -  南京地下鉄[101]
    - （新規開業） S9号線 翔宇路南駅 - 高淳駅
- 12月31日
  -  廈門軌道交通[102]
    - （新規開業） 1号線 岩内駅 - 鎮海路駅

## 主なダイヤ改正
- 1月21日
  - 東京地下鉄（丸ノ内線）[103]
- 1月23日
  - 東京地下鉄（銀座線）[103]
- 1月28日
  - 南海電気鉄道（南海本線系統）[104]
- 2月25日
  - 京阪電気鉄道（大津線系統を除く）[105]
- 3月4日
  - JRグループダイヤ改正[15]
    - 北海道旅客鉄道
      - （廃止）道央圏のL特急を廃止
      - （列車名称変更）スーパーカムイ→カムイ、スーパー宗谷→宗谷
      - （新設）大雪、ライラック※ともに事実上の復活

    - 東海旅客鉄道[15]
      - （車両変更）東海道・山陽新幹線 のぞみ・ひかりの定期列車を全列車N700A系に統一

    - 西日本旅客鉄道[15]
      - （増結）新快速を12両編成に統一

    - 九州旅客鉄道[15][17]
      - （新設）D&S列車 特急「かわせみ やませみ」
      - （種別変更）「いさぶろう・しんぺい」のうち、熊本 - 人吉間を特急とする
      - （新車投入）筑豊本線（若松線） BEC819系量産車（気動車をすべて蓄電池化）
      - （新車投入）福北ゆたか線 直方 - 博多間 BEC819系乗り入れ
      - （減便）九州横断特急（3往復→2往復）
      - （乗り入れ）九州新幹線・つばめ306号が山陽新幹線に乗り入れ再開（博多ー小倉間）
      - （ワンマン化）特急「にちりん」・「ひゅうが」の一部、日豊本線・宮崎地区の2両編成の列車（1本除く）

  - 東京地下鉄（東西線、千代田線）[106]
  - 道南いさりび鉄道[107]
  - 青い森鉄道[108]
  - IGRいわて銀河鉄道[109]
  - 秋田内陸縦貫鉄道[110]
  - しなの鉄道[111]
  - えちごトキめき鉄道[112]
  - あいの風とやま鉄道[113]
  - IRいしかわ鉄道[114]
  - 甘木鉄道
  - 肥薩おれんじ鉄道[115]
- 3月18日
  - 相模鉄道[116]
- 3月25日
  - 西武鉄道（多摩川線を除く）[117]
    - （新設）有料座席指定列車「S-TRAIN」

  - 東京地下鉄（有楽町線、副都心線、南北線）[118]
  - 東京急行電鉄（東横線、目黒線）[119]
  - 東京都交通局（三田線、大江戸線）[120]
  - 秩父鉄道 [121]
  - 神戸電鉄[122][123]
- 4月21日
  - 東武鉄道（東上線系統を除く）[124][125]
    - （列車名称変更）けごん→リバティけごん（一部）、きぬ→リバティきぬ（一部）、りょうもう→リバティりょうもう（一部）
    - （新設）特急「リバティ会津」「スカイツリーライナー」「アーバンパークライナー」
    - （廃止）快速・区間快速

  - 野岩鉄道
  - 会津鉄道
  - 東京地下鉄（日比谷線、半蔵門線）[126]
  - 東京急行電鉄（田園都市線、大井町線）[127]
- 4月27日
  -  台湾鉄路管理局[128]
    - （増発）週末運転の西部幹線普悠瑪号を毎日運転に。南港駅、新左営駅への自強号停車増など
- 4月28日
  -  台湾高速鉄道[129]
    - （増発）南部からの桃園国際空港出国旅客向けに左営駅始発を新設。
- 8月1日
  - 沖縄都市モノレール線[130]
- 8月20日
  - 京阪電気鉄道（大津線系統、鋼索線を除く）[131]
    - 8000系に「プレミアムカー」を連結
    - 平日朝方に全席指定の「ライナー」を新設
- 8月26日
  - 南海電気鉄道（高野線系統）、泉北高速鉄道[132]
  - 西日本鉄道（天神大牟田線　※大橋駅の特急停車）[133][134][135][136]。
- 9月6日
  -  台湾鉄路管理局[60]
    - （振替）南廻線電化工事に伴うバス代行輸送、新富駅開業などを反映。
- 10月13日
  - 東京地下鉄（銀座線、丸ノ内線）[137][138]
- 10月14日
  - 東日本旅客鉄道[139]　※上野東京ライン（常磐線直通列車）の増発など
- 10月28日
  - 京成電鉄[140]
  - 北総鉄道[141]
  - 芝山鉄道[142]
  - 東京都交通局（浅草線）[143]
  - 京浜急行電鉄[144]
  - 山万ユーカリが丘線[145]
- 12月1日
  - 南阿蘇鉄道[146]
- 12月3日
  - 仙台市交通局（南北線）[147]

## 災害・不通・事故・事件など
東日本大震災に関するものは東日本大震災による鉄道への影響も参照。

### 1月
- 11日
  - 東海旅客鉄道
    - （陥没事故） 東海道本線西岡崎駅付近で陥没事故[148]。
- 22日
  - 紀州鉄道
    - （脱線事故） 紀州鉄道線御坊駅 - 学門駅間で脱線事故発生、怪我人は無し[149]。以降運休となり、運輸安全委員会と近畿運輸局の現地調査の後2月23日の始発より運転再開[150]。

### 2月
- 6日（ニュース掲載日）
  - 東急電鉄
    - （書類送検）2014年2月の東急東横線元住吉駅の追突事故で当時の電車区長と運転士を書類送検[151]。
- 10日
  - 西日本旅客鉄道・読売テレビ（日テレ系列）
    - （書類送検）京都市の山陰本線（嵯峨野線）で無許可で線路に入ったとして、京都府警察は、松本伊代・早見優を書類送検、ロケが行われた「クチコミ新発見！旅ぷら」は放送取りやめになった[152][153]。3月21日に松本と早見は起訴猶予処分となった[154]。
- 17日（処分発表日）
  - 首都圏新都市鉄道つくばエクスプレス
    - （不祥事）当社運転士がJR線で不正乗車を繰り返したとして、運転手を諭旨解雇[155]。

### 3月
- 11日
  - 大井川鐵道
    - （運転再開） 井川線 接岨峡温泉駅 - 井川駅 (10.0 km) （大雨による土砂崩れのため2014年9月2日から不通）[156][157]

### 4月
- 4月1日
  - 東日本旅客鉄道
    - （運転再開） 常磐線 浪江駅 - 小高駅 (8.9 km) （東日本大震災および福島第一原子力発電所事故のため2011年3月11日から不通）[158][159]
- 4月3日
  - サンクトペテルブルク地下鉄
    - （事件）2号線 干草広場駅 - 工科大学駅間で自爆テロ（2017年サンクトペテルブルク地下鉄爆破テロ事件）[160]

### 5月
- 5月10日
  - しなの鉄道
    - （不祥事）しなの鉄道線で33歳の男性車掌が乗務中に約10分居眠り。走行中であったこと等から列車の運行等への影響はなかった[161]。
- 5月12日
  - 京浜急行電鉄
    - （架線事故）京急本線生麦駅構内の上り線で、架線が切れて停電が発生。京急川崎駅 - 上大岡駅間の上下線で運転を見合わせた[162]。
- 5月22日
  - わたらせ渓谷鐵道
    - （脱線事故）15時頃、わたらせ渓谷線の水沼駅近くの踏切で、同線桐生駅から間藤駅までの線路点検を終え、桐生駅へ戻る途中だった3両編成の点検車両の2両目が脱線。列車には鉄道会社の社員等計7人が乗っていたが怪我人はいなかった[163]。この事故でわたらせ渓谷線は大間々駅 - 間藤駅間の上下線で運転を見合わせとなり、運転再開は26日以降となる見通しとしていた[164]。
- 5月25日
  - 東日本旅客鉄道（JR東日本）
    - （事件）7時半頃、八高線の東飯能駅で、利用客の男性から「植え込みの中に手榴弾のようなものが2つ落ちているのを見つけた」と届け出があり、警察が爆発物処理班を派遣すると共に、自衛隊に爆発物か否かの確認を依頼した。また、駅とその周辺は立ち入りが規制され、八高線が箱根ケ崎駅 - 高麗川駅間、西武池袋線が高麗駅 - 飯能駅間で運転を見合わせている[165]。
- 5月26日
  - 西日本旅客鉄道（JR西日本）
    - （放火事件・逮捕）みずほ615号の岡山市内を走行中に放火未遂、犯人は岡山駅で逮捕[166]。

### 6月
- 6月10日
  - わたらせ渓谷鐵道
    - （運転再開） わたらせ渓谷線 大間々 - 間藤（5月22日の脱線事故のため運転を見合わせていた）[167]
- 6月29日
  - 東京急行電鉄
    - （トラブル）田園都市線の桜新町駅近く[168] のトンネルで、トンネル火災消火用の連結送水管から水が噴き出し、同線は1時間半余り運転を見合わせ、約5万4千人に影響が出た。トラブル発生時同駅には電車が停車中で、乗客は「安全のためホームに降ろされた」と証言している[169]。

### 7月
- 7月1日
  - 黒部峡谷鉄道
    - （災害・不通）黒部峡谷鉄道本線 全線休止。笹平駅 - 出平駅間で線路内に土砂流入、猫又駅構内が冠水[170]。
- 7月3日
  - 林務局 阿里山森林鉄路
    - （運転再開）阿里山線 第一分道駅 - 神木駅（八八水災による大規模土砂災害のため2009年8月8日から不通）[171][172][173]
- 7月5日
  - 各社
    - （災害・不通）平成29年7月九州北部豪雨により複数の路線が不通。JR西日本の山陰本線岡見駅 - 鎌手駅間において盛土流出[174]。JR九州の久大本線光岡駅 - 日田駅間の花月川橋梁が流失、筑後大石駅 - 夜明駅間に土砂が流入。日田彦山線大行司駅構内に土砂が流入し、駅舎も倒壊[170]。

  - 林務局 阿里山森林鉄路
    - （運転再開）阿里山線 奮起湖駅 - 十字路駅（八八水災による大規模土砂災害のため2009年8月8日から不通）[171][172]
- 7月6日
  - 九州旅客鉄道
    - （災害・不通）平成29年7月九州北部豪雨により、長崎本線肥前白石駅 - 肥前竜王駅間が一時的に冠水、佐世保線有田駅 - 上有田駅間において土砂が流入[175][176]。
    - （運転再開）久大本線 由布院駅 - 向之原駅 (28.6km) （豪雨被害のため7月5日から不通）[175]
    - （運転再開）久大本線 善導寺駅 - うきは駅 (17.4km) （豪雨被害のため7月5日から不通）[176]
    - （運転再開）豊肥本線 阿蘇駅 - 中判田駅 (86.4km) （豪雨被害のため7月5日から不通）[176]

  - 西日本旅客鉄道
    - （運転再開）山陰本線 浜田駅 - 益田駅 (41.2km) （豪雨被害のため7月5日から不通）[174]
- 7月8日
  - 九州旅客鉄道
    - （運転再開）佐世保線 肥前山口駅 - 早岐駅 (39.9km) （豪雨被害のため7月6日から不通）[177]
- 7月10日
  - 黒部峡谷鉄道
    - （運転再開）黒部峡谷鉄道本線 宇奈月駅 - 笹平駅 (7.0km) （土砂災害のため7月1日から不通）[178]

### 8月
- 8月30日
  - 九州旅客鉄道
    - （駅舎焼失）鹿児島本線 遠賀川駅舎内のたい焼き店から午前8時ごろ出火し[179]、駅舎全焼[180]。けが人はいなかったが、小倉駅 - 福間駅間で1時間以上運転見合わせしたほか、正午過ぎまで遠賀川駅を臨時に通過扱いにした[180]。これにより、特急6本、普通列車10本が運休となり、2万5千人に影響した[180]。

### 9月
- 9月17日
  - 各社
    - （災害・不通）台風18号による被害により複数の路線で不通。JR九州日豊本線 徳浦信号場（臼杵駅 - 津久見駅間）構内の第一鳥越トンネル付近で大規模な土砂崩落が確認され[181]、そのほかにも臼杵駅 - 佐伯駅間で、駅冠水・道床流出、土砂流入が確認された[182]。豊肥本線では三重町駅 - 竹中駅間で土砂流入・路盤流出・橋台背面洗堀が確認された[182]。JR四国予讃線の海岸寺駅 - 詫間駅間で護岸流出・線路設備損傷が確認された[183][181]。WILLER TRAINS（京都丹後鉄道）では宮津線の栗田駅 - 宮津駅間で土砂流入、網野駅 - 夕日ヶ浦木津温泉駅間で路盤流出が発生した[181]。
- 9月18日
  - 九州旅客鉄道
    - （運転再開）日豊本線 宇島駅 - 幸崎駅（106.6km）(台風被害回避・点検のため9月17日から不通)[182][184]
    - （運転再開）日豊本線 延岡駅 - 鹿児島本線 鹿児島中央駅（209.6km）(台風被害回避・点検のため9月17日から不通)[182][184]
    - （運転再開）豊肥本線 中判田駅 - 大分駅（12.9km）(台風被害回避・点検のため9月17日から不通)[184][185]
    - （運転再開）久大本線 日田駅 - 大分駅（93.9km）(台風被害回避・点検のため9月17日から不通、一時徐行運転。)[184][185]
    - （重大インシデント）筑豊本線 直方駅構内の直方車両センターで入換中の車両が車止めに衝突し、脱線。当該車両は筑豊本線の上り本線を支障。その後、営業列車が列車防護取り扱い前に本線を支障した区間を走行した重大インシデントが発生[186]。

  - 高松琴平電気鉄道
    - （災害）志度線の八栗駅 - 琴電志度駅間でバラストが崩壊し、始発より一時運転を見合わせた[187]。
- 9月19日
  - 九州旅客鉄道
    - （運転再開）日豊本線 幸崎駅 - 臼杵駅（17.4km）(台風のため9月17日から不通)[181][185]

  - WILLER TRAINS（京都丹後鉄道）
    - （運転再開）宮津線（京都丹後鉄道宮舞線）西舞鶴駅 - 栗田駅（20.2km）(台風のため9月17日から不通)[181]
    - （運転再開）宮津線（京都丹後鉄道宮豊線）宮津駅 - 網野駅（30.8km）（台風のため9月17日から不通）[181]
    - （運転再開）宮津線（京都丹後鉄道宮豊線）小天橋駅 - 豊岡駅（17.1km）(台風のため9月17日から不通）[181]
- 9月20日
  - 九州旅客鉄道
    - （運転再開）日豊本線 市棚駅 - 延岡駅（17.7km）(台風のため9月17日から不通)[188]

  - WILLER TRAINS（京都丹後鉄道）
    - （運転再開）宮津線（京都丹後鉄道宮豊線）網野駅 - 小天橋駅（10.9km）(台風のため9月17日から不通）[189]
- 9月21日
  - 四国旅客鉄道
    - （運転再開）予讃線 海岸寺駅 - 詫間駅（5.5km）(台風のため9月17日から不通）[190]
- 9月22日
  - 九州旅客鉄道
    - （運転再開）豊肥本線 阿蘇駅 - 三重町駅（62.0km）(台風のため9月17日から不通)[191]
- 9月25日
  - 九州旅客鉄道
    - （運転再開）日豊本線 佐伯駅 - 市棚駅（台風のため9月17日から不通） (40.7km)[192]

### 10月
- 10月2日
  - 九州旅客鉄道
    - （運転再開）豊肥本線 三重町駅 - 中判田駅（台風のため9月17日から不通） (24.4km)[193]
- 10月21日
  - 東日本旅客鉄道
    - （運転再開）常磐線 竜田駅 - 富岡駅 (6.9 km) （東日本大震災および福島第一原子力発電所事故のため2011年3月11日から不通）[194][195][196]
- 10月22日
  - 西日本旅客鉄道
    - （災害・不通）関西本線 亀山駅 - 加茂駅間（台風21号により加太駅付近で崩落が発生したため）[197]

  - 南海電鉄
    - （災害・不通）南海本線 樽井駅 - 尾崎駅間の男里川橋梁が台風21号の影響により陥没し、運転見合わせ[198][199]。
    - （災害・不通）高野線 高野下駅 - 極楽橋駅間（台風21号の影響）[199][200]
- 10月29日
  - 四国旅客鉄道
    - （倒木接触）特急「むろと4号」が辺川駅 - 山河内駅間で倒木と接触[201]。

### 11月
- 11月1日
  - 西日本旅客鉄道
    - （運転再開）関西本線 柘植駅 - 加茂駅[202]

  - 南海電鉄
    - （仮復旧）南海本線 樽井駅 - 尾崎駅間で上り線による単線運転[203]。
- 11月5日
  - 東日本旅客鉄道
    - （運転再開）山田線 上米内駅 - 川内駅 (51.6 km) （平津戸駅 - 松草駅間の崖崩れのため2015年12月11日から不通）[204][205]
- 11月23日
  - 南海電鉄
    - （運転再開「本復旧」）樽井駅 - 尾崎駅間[206][207]。
- 11月24日（逮捕日）
  - 個人
    - （不正乗車・事件・逮捕）アイドルファンの男性らが仲間のキセル乗車を手助けしたとして、警視庁は電子計算機使用詐欺罪等の罪で逮捕[208]。

### 12月
- 12月8日
  - 大林組
    - （不正入札・事件）リニア中央新幹線工事の入札で不正があり。東京地検特捜部は偽計業務妨害で捜索[209]。
- 12月11日
  - 西日本旅客鉄道・東海旅客鉄道
    - （重大インシデント）のぞみ34号（車両はJR西日本N700系5000番台13号車、785-5505）で異臭騒ぎで名古屋駅で運転を取りやめた。係員による床下点検の結果、13号車の台車周辺に油漏れを発見した。JR西日本は翌12日に台車に亀裂が見つかったことを発表、運輸安全委員会は新幹線史上初の重大インシデントに認定した[210][211]。
- 12月18日
  - 九州旅客鉄道
    - （運転再開）日豊本線 臼杵駅 - 佐伯駅（28.6 km）（台風のため9月17日から不通） [212]
- 12月19日（報道発表日）
  - 大林組、大成建設、鹿島建設、清水建設
    - （不正入札・事件）リニア工事のスーパーゼネコン4社は、課徴金減免制度（リーニエンシー）に基づき公正取引委員会に違反を申告[213]。

## 鉄道車両

### 運転開始・運転終了・さよなら運転

#### 1月
- 22日
  - 一畑電車
    - （さよなら運転） 3000系[214]

#### 2月
- 25日
  - 関東鉄道
    - （運転開始） キハ5010形[215][216][217]

#### 3月
- 12日
  - 東京地下鉄
    - （さよなら運転） 01系[218]。営業運転終了日は、3月10日[219]。
- 20日
  - 西日本鉄道
    - （運転開始）9000形[220]
- 25日
  - 西武鉄道
    - （運転開始） 40000系[221]

  - 東京地下鉄
    - （運転開始） 13000系[222]
- 31日
  - 明知鉄道
    - （さよなら運転）アケチ6形[223]

#### 4月
- 4月8日
  - 東日本旅客鉄道
    - （さよなら運転） 583系[224]

- 4月15日
  - 紀州鉄道
    - （運転開始） KR205形[225]
- 4月21日
  - 東武鉄道
    - 　（運行開始）500系電車（リバティ）

#### 5月
- 5月1日
  - 東日本旅客鉄道
    - （運転開始） E001形[35]

#### 6月
- 6月17日
  - 西日本旅客鉄道
    - （運転開始） 87系[42]

#### 7月
- 7月7日
  - 東武鉄道
    - （運転開始） 70000系[226]
- 7月21日
  - 伊豆急行
    - （運転開始） 2100系「THE ROYAL EXPRESS」[52]

#### 9月
- 9月21日
  - 伊予鉄道
    - （運転開始） モハ5000形電車（松山市内線）[227]
- 9月29日
  - 京王電鉄
    - （運転開始） 5000系[228]

#### 10月
- 10月3日
  - 西日本旅客鉄道
    - （さよなら運転） 103系（大阪環状線、桜島線）[229][230]
- 10月7日
  - 東日本旅客鉄道
    - （さよなら運転） 107系[231]
- 10月15日
  - 西日本鉄道
    - （さよなら運転） 8000形[232]

  - 大井川鐵道
    - （運転開始） E31形[注 3][233][234]
- 10月16日
  - グレート・ウェスタン・レールウェイ
    - （運転開始） イギリス鉄道800形（クラス800）[235]

#### 12月
- 12月23日
  - 東日本旅客鉄道
    - （運転開始） E353系[236]

### 新系列・新形式
- 関東鉄道
  - キハ5010形気動車[215][216][217]
- 信楽高原鐵道
  - SKR500形気動車[237]
- 東武鉄道
  - 70000系電車
  - 500系電車
- 相模鉄道
  - 20000系電車
- 京王電鉄
  - 5000系電車（2代目）[228]
- 小田急電鉄
  - 70000形電車
- 桃園捷運公司
  - 1000型電車
  - 2000型電車

### 譲渡形式
- 紀州鉄道 ← 信楽高原鐵道
  - KR205形気動車[225]

### 消滅形式
- 東京地下鉄
  - 01系電車
- 関東鉄道
  - キハ100形気動車[238]
- 東日本旅客鉄道
  - 583系電車
- 西日本鉄道
  - 8000形電車[232]

### 受賞
- ブルーリボン賞 - 九州旅客鉄道 BEC819系電車
- ローレル賞
  - 東日本旅客鉄道 E235系電車
  - えちごトキめき鉄道 ET122形1000番台気動車
  - 静岡鉄道 A3000形電車
- グッドデザイン賞
  - 東日本旅客鉄道 TRAIN SUITE 四季島（金賞）
  - 西日本旅客鉄道 トワイライトエクスプレス瑞風
  - 東武鉄道 70000系電車
  - 京王電鉄 5000系電車
  - 西武鉄道 40000系電車
- 日本鉄道賞
  - 大賞：「ニッポンの地下鉄誕生より90年：そのたゆまぬ努力と成果」（東京地下鉄）
  - 特別賞：「世界中の大人も子供も大好き」（タカラトミー「プラレール×鉄道会社 オリジナル施策・博物館内子ども向け施設の展開」）、「沿線地域+鉄道でつくった広域観光」（五能線沿線連絡協議会・東日本旅客鉄道「沿線地域の魅力をつないで走る五能線『リゾートしらかみ』20年」）